# Zigeunerbaron-Quadrille
Die Zigeunerbaron-Quadrille ist eine Quadrille von Johann Strauss Sohn (op. 422). Sie  wurde am 28. Januar 1886 in der Wiener Hofburg erstmals aufgeführt.

## Einzelnachweis
1. ↑  Quelle: Englische Version des Booklets (Seite 116) in der 52 CDs umfassenden Gesamtausgabe der Orchesterwerke von Johann Strauß (Sohn), Hrsg. Naxos (Label). Das Werk ist als zweiter Titel auf der 45. CD zu hören.